# USS Langley (CV-1)
«Лэ́нгли» (англ. CV-1 Langley) — первый авианосец ВМС США. Переоборудован в 1920 году из угольщика «Юпитер» (AC-3). Перед Второй мировой войной переоборудован в авиатранспорт (AV-3). 27 февраля 1942 года во время транспортировки самолётов на остров Ява был тяжело повреждён японскими бомбардировщиками и потоплен кораблями эскорта.

## Предыстория
До вступления США в Первую мировую войну американская морская авиация не получила сколько-нибудь серьёзного развития. Американские специалисты изучали английский опыт строительства авианосцев, но флот не предпринимал никаких шагов в этом направлении. Даже несмотря на то, что вступление США в Первую мировую войну вызвало быстрый рост численности морской авиации (с 54 самолётов в апреле 1917 года до 2107 в марте 1919 года), к концу войны США не имели ни одного авианосца.
Одним из сторонников строительства авианосцев был адмирал У. Симс, командующий ВМС США в Европе, который предлагал строить гидроавианосцы, однако скептически относился к авиации как серьёзной боевой силе. Авиация воспринималась как вспомогательное средство, которое не могло оказать решающего влияния на ход боевых действий. С учётом крайне низких боевых возможностей существовавших тогда самолётов, это мнение было небезосновательным. 
В сентябре 1918 года Генеральный совет американского флота, проведя опрос среди наиболее опытных морских лётчиков, принял решение построить 6 авианесущих кораблей с полётной палубой длиной 200 м, скоростью 35 узлов и дальностью плавания 10 000 миль, однако 2 ноября министр флота Джозеф Даниэлс наложил вето на проект, мотивируя это крайне неудовлетворительными характеристиками боевых самолётов. Через месяц, когда война в Европе кончилась, этот вопрос потерял актуальность.
Единственными авианесущими кораблями американского флота оставались линкоры, на вращающихся башнях которых в экспериментальных целях устанавливались деревянные платформы для взлёта лёгких самолётов. Всего платформами было оборудовано 6 линкоров, с которых взлетали английские самолёты «Кэмэл», французские «Ньюпор-28», американские «Анрио HD-1» и «Воут VE-7». Эксперименты продлились до марта 1920 года, после чего началась серия экспериментов с гидросамолётами. В качестве носителей гидросамолётов выступали эсминцы, патрульные корабли и минные заградители. В 1921 году в состав флота вошла база гидросамолётов «Райт», переоборудованная из торгового судна.
Сочтя проведённые эксперименты удачными, Конгресс летом 1919 года принял «Акт о военно-морских ассигнованиях», где выделялись средства на переоборудование в настоящий авианосец вспомогательного судна. Для перестройки был выбран угольщик ВМС США «Юпитер»

## История угольщика «Юпитер»

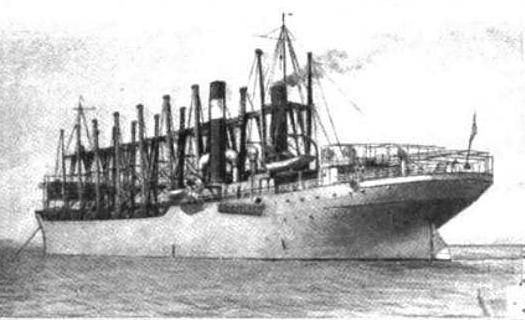
«Юпитер» в 1921 г.

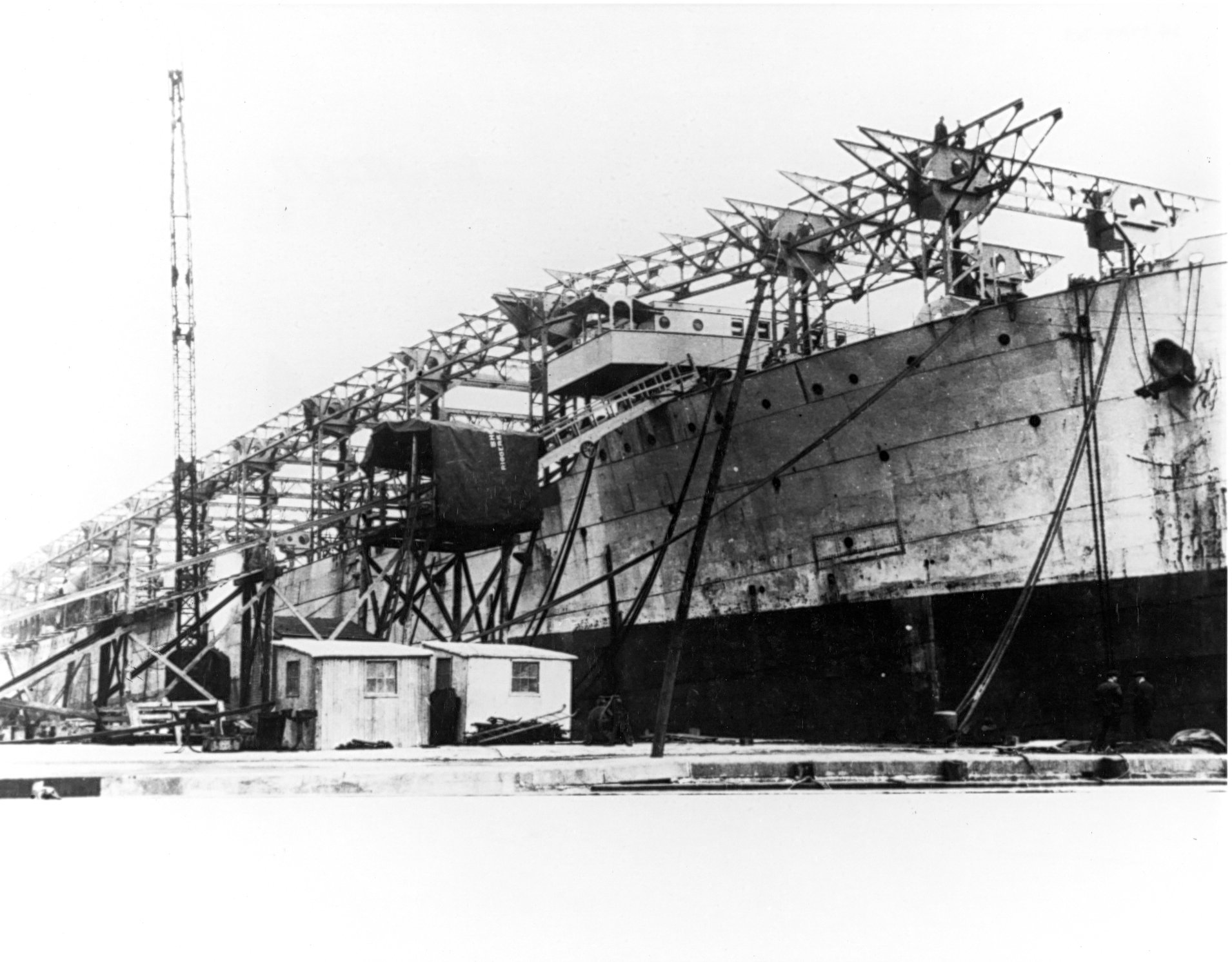
«Юпитер» на переоборудовании, Норфолк, 1921 г.

Угольщик «Юпитер» (Jupiter, AC-3) был заложен 18 октября 1911 года на верфи Маре Айленд, спущен на воду 14 августа 1912 года, вступил в строй 7 апреля 1913 года под командованием капитана 2-го ранга Джозефа Ривза (Comdr. Joseph M. Reeves).
«Юпитер» стал первым кораблем ВМС США, оснащенным турбоэлектрической двигательной установкой.
После успешных испытаний «Юпитер» 27 апреля 1914 года был направлен в Масатлан на тихоокеанском побережье Мексики для усиления американского флота во время инцидента в Веракрусе. Он оставался на тихоокеанском побережье до 10 октября 1914 года, а затем отбыл в Филадельфию. Пройдя через Панамский канал, «Юпитер» стал первым судном, прошедшим его с запада на восток.
Перед вступлением США в Первую мировую войну 6 апреля 1917 года он был приписан к вспомогательному подразделению Атлантического флота в Норфолке, и действовал в Атлантике и Мексиканском заливе. 
Кроме перевозки угля, он в рамках NOTS (Naval Overseas Transport Service) совершил в июне 1917 и октябре 1918 года два грузовых рейса во Францию. 23 января 1919 года он возвратился в Норфолк, откуда 8 марта 1919 года отбыл в Брест (Франция) для снабжения углем кораблей, которые перевозили в США американские подразделения, участвовавшие в Первой мировой войне. По возвращении в Норфолк 17 августа 1919 года судно было переведено на западное побережье США. 11 июля 1919 года было решено переоборудовать «Юпитер» в авианосец, 12 декабря 1919 года он отбыл в Хэмптон-Роудс, где 24 марта 1920 года был выведен из состава флота.
Тактико-технические характеристики угольщика «Юпитер»: 
- Водоизмещение — 19 360 т
- Длина – 165,2 м
- Ширина – 19,8 м
- Осадка – 8,43 м
- Скорость максимальная – 15 уз.
- Экипаж — 163 чел.
- Артиллерийское вооружение – 4 × 102-мм АУ

## Конструкция

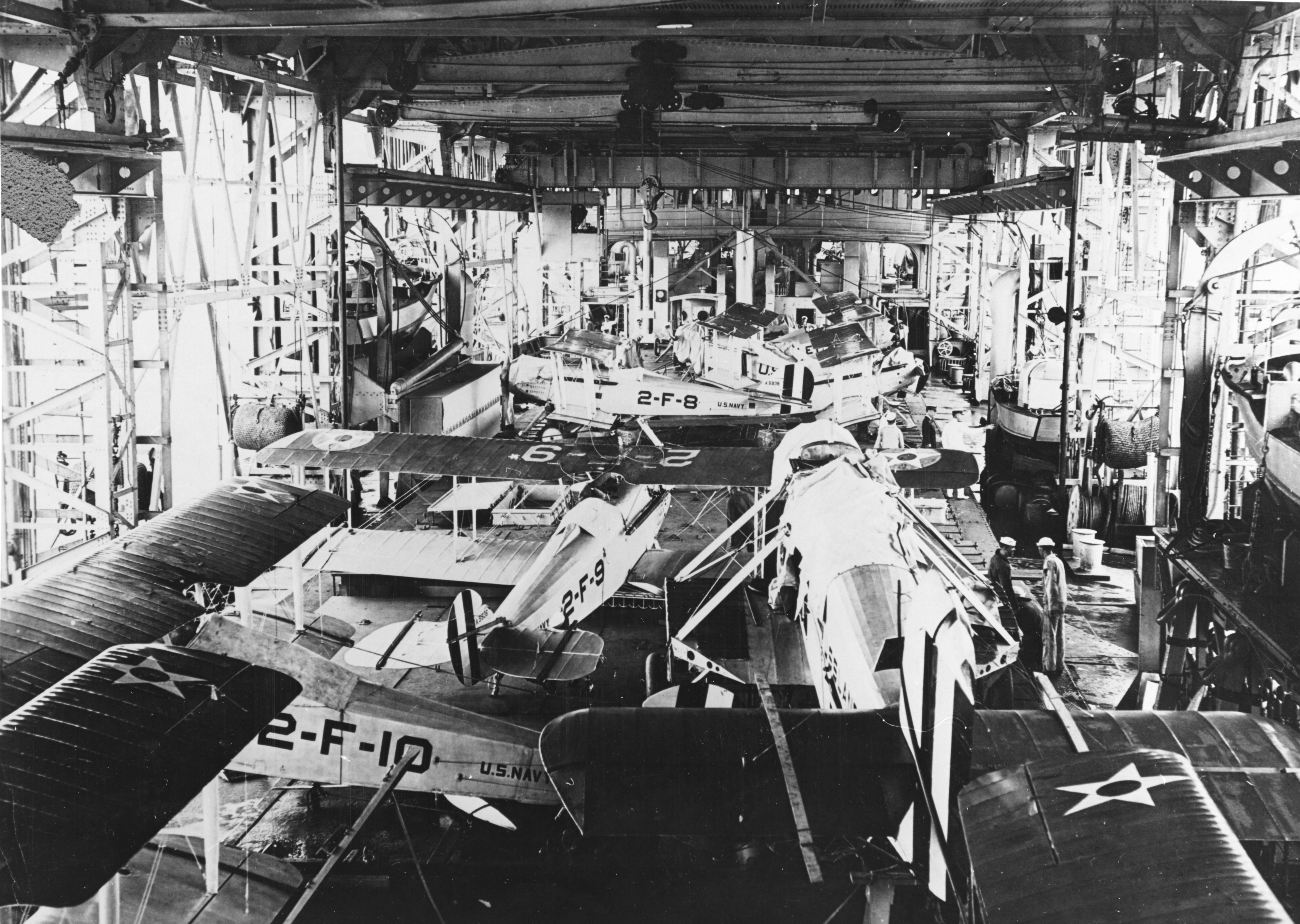
Самолёты VE-7SF в ангаре авианосца «Лэнгли», 1920-е гг.

Посадка истребителя Vought VE-7 на авианосец «Лэнгли», 1923 г. Видны крюки продольного аэрофинишёра на оси шасси и крюк поперечного аэрофинишёра, подвешенный под фюзеляжем на двух стропах

В 1920-х годах в США не было опыта строительства авианосцев, поэтому проект изобиловал техническими нестыковками, с которыми приходилось мириться или устранять в процессе проведения работ.
В целом проект реконструкции был достаточно примитивен и рассчитан на минимальные изменения в конструкции корабля. Всё оборудование для погрузки угля с верхней палубы было демонтировано, и над ней на 13 стальных пиллерсах была установлена полётная палуба размером 160×20 м. Мостик «Юпитера» остался на «Лэнгли» без изменений и располагался под полётной палубой, в результате чего видимость была крайне ограниченной. Из шести угольных трюмов «Юпитера» первый (передний) был использован для хранения авиационного бензина, в четвёртом размещался арсенал и механизмы элеватора. В остальных четырёх трюмах в разобранном виде хранилось от 30 до 40 самолётов.
Ангара в современном понимании на «Лэнгли» не было. Палубой ангара служили крышки угольных трюмов, а подволоком – полётная палуба. Под подволоком по продольным направляющим перемещались два 3-тонных мостовых крана, при помощи которых самолёты из трюма перемещались в ангар или на платформу элеватора, где собирались. Единственный элеватор находился в средней части полётной палубы. Платформа элеватора в верхнем положении составляла часть полётной палубы, а в нижнем находилась на высоте 2,4 м над палубой ангара.
Дым отводился из котельного отделения через две трубы – по одной трубе с левого и правого борта. Специальный клапан позволял переключаться между левой и правой трубой в зависимости от направления ветра. Труба правого борта представляла собой отверстие в борту, снабжённое форсунками для охлаждения отработанных газов и уменьшения задымления; труба левого борта располагалась вертикально за краем полётной палубы и во время полётов могла опускаться, отводя дым вниз. Со временем от трубы правого борта отказались, а слева сделали две шарнирно закреплённые трубы, которые во время полётов опускались в горизонтальное положение.
На полётной палубе «Лэнгли» имелись две телескопические мачты, которые в случае необходимости опускались в специальные колодцы.
Во время переоборудования корабля в авианосец ещё не существовало устоявшейся конструкции аэрофинишёра, поэтому эксперименты по его усовершенствованию проводились параллельно с переоборудованием. В первоначальном варианте посадочное устройство представлял собой совокупность продольного аэрофинишёра, используемого в Англии, и поперечного аэрофинишёра, который применялся во время первых посадок американских самолётов на палубы крейсеров.
Продольный аэрофинишёр представлял собой множество продольных параллельных тросов на расстоянии 30 см друг от друга, которые поддерживались на высоте 25 см специальными опорами. Эти тросы захватывались крюками на оси шасси и останавливали самолёт за счёт  трения крюка о трос. Кроме торможения продольный аэрофинишёр удерживал самолёт на посадочной полосе в случае неудачного манёвра или порыва бокового ветра.
Поперечный аэрофинишёр представлял собой пять поперечных тросов, натянутых над палубой на той же высоте. Тросы цеплялись тяжёлым крюком, прикреплённый к фюзеляжу металлическими стропами и свисавшим под хвостовой частью самолёта. Первоначально к тросам крепились 25-кг мешки с песком, которые волочились по палубе вслед за самолётом. В дальнейшем тросы через систему блоков натягивались металлическими грузами, которые после отцепления крюка опускались вниз, приводя аэрофинишёр в исходное положение.
Тросы поддерживались на нужной высоте большим количеством (около 500) незакреплённых опор, которые при посадке разлетались в разные стороны, поэтому приведение аэрофинишёра в рабочее состояние требовало около получаса ручного труда. В дальнейшем опоры были закреплены на палубе и могли одновременно подниматься/опускаться при помощи механического привода.
Поскольку авианосец рассматривался также как база для гидропланов, размещённых на линкорах и крейсерах, на верхней палубе «Лэнгли» были установлены две катапульты Mk I, представлявшие собой направляющие длиной 29 м с салазками, на которые ставились для разгона бесколёсные гидросамолёты. Запас энергии для запуска создавался раскручиванием массивного маховика. В дальнейшем катапульты Mk I были заменены на пневматические Mk III. После 1925 года катапульты не использовались, а в 1928 году были демонтированы.
До второй мировой войны, когда аэропланы были достаточно лёгкими и имели малую взлётную скорость, катапульты для запуска самолётов на колёсном шасси применялись очень редко. Для взлёта самолёта было достаточно разбега 45–60 м, а время взлёта составляло 30 с, тогда как рабочий цикл катапульты составлял около 45 с.
Для подъёма гидросамолётов с поверхности воды на палубу на «Лэнгли» были установлены побортно два подъёмных крана.

## История авианосца «Лэнгли»

«Лэнгли» в Перл-Харборе, 1928 г.

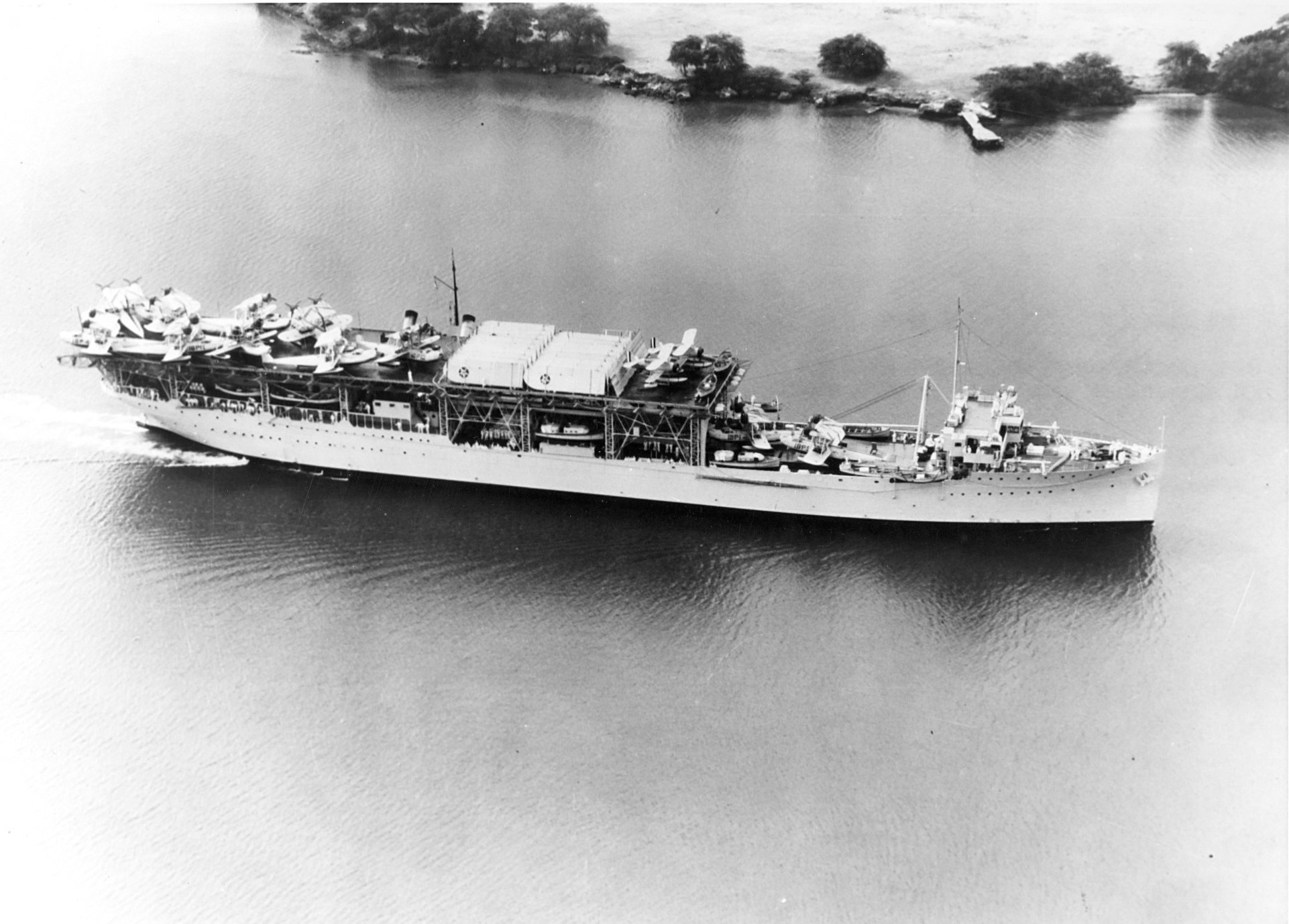
«Лэнгли» после переоборудования в авиатранспорт, 1938 г.

Угольщик «Юпитер» был перестроен в экспериментальный авианосец на Военно-морской верфи в Норфолке (Norfolk, шт. Вирджиния). 11 апреля 1920 года он был переклассифицирован и переименован в CV-1 «Лэнгли» и 20 марта 1922 года вошёл в состав флота под командованием капитана 2 ранга  К. Уитинга (Cdr. Kenneth Whiting).
Как первый авианосец ВМС США, «Лэнгли» стал участником многих знаменательных событий. 17 октября 1922 года капитан-лейтенант В. Гриффин (Lt. Virgil C. Griffin) на самолёте Vought VE-7SF совершил первый взлёт с палубы авианосца. Несмотря на то, что ранее самолёты взлетали со специально оборудованных платформ на кораблях других классов, это события имеет особое значение для США, где авианосцы являются предметом национальной гордости и основной боевой силой флота. Через девять дней капитан 3 ранга Г. Шевалье (Lt. Cdr. G. De C. Chevalier) совершил первую посадку на самолёте Aeromarine 39B. 18 ноября 1922 года капитан 2 ранга К. Уитинг, управляя самолётом PT, впервые взлетел с авианосца при помощи катапульты. 
В 1923 году в состав авиагруппы «Лэнгли» входили истребители  Curtiss TS-1 (первый специализированный палубный самолёт) и разведчики Vought UO-1. В 1924 году на нём появились бомбардировщики-торпедоносцы Douglas DT-2, придав составу авиагруппы функциональную законченность.
15 января 1923 года «Лэнгли», находясь в Карибском море, начал серию тренировочных полётов и испытаний. В июне он отбыл в Вашингтон для проведения показательных выступлений перед высокопоставленными военными и гражданскими лицами. 13 июня 1923 года он отбыл в Норфолк, а затем до конца года продолжил тренировочные полёты в Атлантике и Карибском море.
В 1924 году он участвовал в манёврах и показательных выступлениях, летом прошёл ремонт и модернизацию в Норфолке, затем отправился на Западное побережье США в Сан-Диего и 29 ноября 1924 года вошёл в состав Тихоокеанского линейного флота.
Последующие 12 лет он действовал у побережья Калифорнии и Гавайских о-вов, участвуя в тренировках, экспериментальных полётах, обучении пилотов, тактических учениях флота. 25 октября 1936 года на военно-морской верфи Маре Айленд (Mare Island Navy Yard, шт. Калифорния) он прошёл реконструкцию и переоборудование в авиатранспорт. Хотя его служба в качестве авианосца закончилась, подготовленные на нём пилоты составили ядро авиагрупп новых американских авианосцев CV-2 «Лексингтон» и CV-3 «Саратога». 
26 февраля 1937 года «Лэнгли» закончил реконструкцию, был переклассифицирован в AV-3, 11 апреля приписан к Воздушным разведывательным силам (Aircraft Scouting Force) и приступил к транспортировке самолётов в районах Сиэтла, Ситки (Sitka), Перл-Харбора и Сан-Диего. С 1 февраля по 10 июля 1939 года он был кратковременно откомандирован в Атлантический флот, затем вернулся на Тихоокеанский флот и 24 сентября 1939 года прибыл в Манилу.
В момент начала Второй мировой Войны «Лэнгли» находился в порту Кавите (Cavite, Филиппины). 8 декабря 1939 года он отбыл в Баликпапан (Balikpapan, о. Борнео), а затем в Дарвин (Австралия), куда прибыл 1 января 1942 года. До 11 января 1942 года он совместно с австралийскими ВВС участвовал в противолодочном патрулировании Дарвина, а затем приписан к международным американо-англо-голландско-австралийским силам в Голландской Ост-Индии, созданным с целью остановить продвижение Японии в этом районе. 22 февраля 1942 года он отбыл из Фримантла (Freemantle, Австралия) чтобы доставить в Чилачап (Tjilatjap, о. Ява) 32 самолёта P-40.

## Гибель «Лэнгли»

Место гибели «Лэнгли»

В феврале 1942 года началось японское вторжение на остров Ява. Чтобы противостоять японской авиации, необходима была срочная переброска истребителей. До 20 февраля американские истребители перелетали на Яву из Австралии, делая промежуточную посадку с дозаправкой на о. Тимор, однако 20 февраля он оказался в руках японцев. После этого доставка самолётов на Яву стала возможна только морским путём.
22 февраля, имея на борту 32 истребителя P-40E, пилотов и 12 механиков, «Лэнгли» вышел из Фримантла вместе с транспортом «Си Уитч», который вёз 27 истребителей в разобранном виде. Единственным портом на Яве, куда можно было зайти относительно свободно, был Чилачап. Вечером 26 февраля «Лэнгли» соединился со своим противолодочным эскортом в составе эсминцев DD-217 «Уиппл» (Whipple) и DD-219 «Эдсолл» (Edsall) и утром 27 февраля на скорости 14 узлов направился в Чилачап, находясь в 100 милях к югу от него. В 11.40 он был атакован девятью двухмоторными японскими бомбардировщиками. Корабль открыл огонь из двух 76-мм зенитных орудий. Благодаря умелому маневрированию две первых атаки оказались безрезультатными, но во время третьей атаки бомбардировщики добились 5 попаданий и 2 близких разрывов. Рулевое управление и гирокомпас вышли из строя, самолёты на полётной палубе охватило пламя. Корабль получил крен 10° на левый борт. Затем его начали обстреливать 6 японских истребителей «Зеро».
Несмотря на безнадёжное положение, командир корабля капитан 1 ранга Макконнел сделал попытку спасти корабль. Выбросив горящие самолёты за борт и уменьшив крен контрзатоплением, он направил «Лэнгли» к Яве, чтобы выброситься на берег. Однако вскоре оказались затопленными машинные отделения, и корабль потерял ход. В 13.32 командир приказал команде покинуть корабль. Армейские лётчики и экипаж, кроме 16 погибших, были спасены эсминцами эскорта. После этого эсминцы выпустили по «Лэнгли» 9 снарядов из 102-мм орудий и две торпеды, и авиатранспорт затонул в 75 милях к югу от Чилачапа.
Рано утром 1 марта 1942 года эсминцы «Эдсолл» и «Уиппл» передали спасённых с «Лэнгли» на танкер «Пекос», находившийся недалеко от острова Рождества. В тот же день в 15:48 танкер был потоплен японской авиацией. Ночью 2 марта эсминец «Уиппл» спас 232 человека, многие из которых были с «Лэнгли», и сумел добраться до Австралии.
8 марта 1942 года японцы захватили Чилачап, а 9 марта полностью оккупировали о. Ява.

## Интересные факты
- «Лэнгли», соответственно его необычному для боевого корабля внешнему виду, имел на флоте прозвище «Старый крытый вагон» (Old Covered Wagon)[5].
- При переоборудовании угольщика «Юпитер» в авианосец «Лэнгли», часть угольных погребов для балласта была залита бетоном. Ходили слухи, что для увеличения веса в бетон опустили 406-мм орудия, снятые с линейных крейсеров «Лексингтон» и «Саратога». По этому поводу на флоте шутили, что самыми большими орудиями в США вооружён «Лэнгли»[6].
- Пионер американского авианосного флота и первый командир «Лэнгли» Кеннет Уитинг (Kenneth Whiting) был кадровым подводником. Он первым вышел из подводной лодки через торпедный аппарат, доказав тем самым, что экипаж потопленной лодки имеет возможность спастись (кроме одного человека, который должен открывать и закрывать крышки торпедного аппарата). Вернувшись на лодку после всплытия, он сказал: «Это легко!»[6]

- На каждом самолёте, базировавшемся на «Лэнгли», были голуби для посылки сообщений на авианосец. Для них в кормовой части ангара была построена голубятня и дважды в день под руководством квартирмейстера (специалиста по связи) проводились тренировки. Со временем голубей заменила беспроводная связь, а голубятню перестроили в каюту старшего помощника[6].

- Как углевоз, "Юпитер" был построен в числе серии из четырех однотипных кораблей по проекту "Протеус". Что примечательно, все три его систершипа: "Протеус", "Нереус" и "Циклоп" - в разное время пропали без вести в Бермудском Треугольнике.